# کاراته در المپیک تابستانی ۲۰۲۰ – ۶۱+ کیلوگرم زنان
مسابقات کومیته ۶۱+ کیلوگرم زنان در کاراته در بازی‌های المپیک تابستانی ۲۰۲۰ در ۶ اوت ۲۰۲۱ در نیپون بودوکان برگزار شد.

## قالب
این مسابقه در یک مرحله گروهی در دو گروه و سپس در یک مرحله حذفی انجام می‌شود. هر گروه متشکل از پنج ورزشکار است. ورزشکاری که در گروه A اول می‌شود در مرحله نیمه‌نهایی با ورزشکاری روبرو می‌شود که در گروه B دوم می‌شود و بالعکس. هیچ مسابقه‌ای برای مدال برنز در مسابقات کومیته وجود نخواهد داشت. بازندگان نیمه‌نهایی هر کدام یک مدال برنز دریافت می‌کنند.

## تقویم
همه زمان‌ها به وقت محلی است (UTC+9).
| تاریخ            | زمان                    | مرحله                                                       |
| ---------------- | ----------------------- | ----------------------------------------------------------- |
| شنبه، ۷ اوت ۲۰۲۱ | ۱۴:۰۰ ۱۹:۲۰ ۱۹:۵۵ ۲۰:۱۵ | مرحله گروهی نیمه‌نهایی مسابقه برای مدال طلا مراسم اهدای مدال |

## نتایج

### مرحله گروهی

#### گروه A
| رتبه | ورزشکار              | بازی | برد | تساوی | باخت | امتیاز | صلاحیت    |
| ---- | -------------------- | ---- | --- | ----- | ---- | ------ | --------- |
| ۱    | ایرینا زارتسکا (AZE) | ۴    | ۳   | ۰     | ۱    | ۶      | نیمه‌نهایی |
| ۲    | سوفیا برولتسوا (KAZ) | ۴    | ۲   | ۱     | ۱    | ۵      | نیمه‌نهایی |
| ۳    | سیلویا سمرارو (ITA)  | ۴    | ۲   | ۰     | ۲    | ۴      |           |
| ۴    | آیومی اوئکوسا (JPN)  | ۴    | ۲   | ۰     | ۲    | ۴      |           |
| ۵    | ملتم هوجااوغلو (TUR) | ۴    | ۰   | ۱     | ۳    | ۱      |           |

#### گروه B
| رتبه | ورزشکار               | بازی | برد | تساوی | باخت | امتیاز | صلاحیت    |
| ---- | --------------------- | ---- | --- | ----- | ---- | ------ | --------- |
| ۱    | فریال عبدالعزیز (EGY) | ۴    | ۳   | ۰     | ۱    | ۶      | نیمه‌نهایی |
| ۲    | گونگ لی (CHN)         | ۴    | ۲   | ۱     | ۱    | ۵      | نیمه‌نهایی |
| ۳    | النا کویریچی (SUI)    | ۴    | ۲   | ۰     | ۲    | ۴      |           |
| ۴    | حمیده عباسعلی (IRI)   | ۴    | ۲   | ۰     | ۲    | ۴      |           |
| ۵    | لامیا معطوب (ALG)     | ۴    | ۰   | ۱     | ۳    | ۱      |           |

### مرحله حذفی
|  | نیمه نهایی | نیمه نهایی            | نیمه نهایی |  |  | نهایی                 | نهایی                 | نهایی |
|  |            |                       |            |  |  |                       |                       |       |
|  | A1         | ایرینا زارتسکا (AZE)  | ۷          |  |  |                       |                       |       |
|  | B2         | گونگ لی (CHN)         | ۲          |  |  | ایرینا زارتسکا (AZE)  | ایرینا زارتسکا (AZE)  | ۰     |
|  | B1         | فریال عبدالعزیز (EGY) | ۵          |  |  | فریال عبدالعزیز (EGY) | فریال عبدالعزیز (EGY) | ۲     |
|  | A2         | سوفیا برولتسوا (KAZ)  | ۴          |  |  |                       |                       |       |
|  |            |                       |            |  |  |                       |                       |       |
|  |            |                       |            |  |  |                       |                       |       |
|  |            |                       |            |  |  |                       |                       |       |